# Samar Oriental
Samar Oriental é um província de  segunda classe de renda da província (d) na região Visayas Orientais (Região VIII), nas Filipinas. De acordo com o censo de 1 de maio  de  2020 possui uma população de 477 168 pessoas e 105 653 domicílios.
A sua capital é Borongan.

## Subdivisões
Municípios
- Arteche
- Balangiga
- Balangkayan
- Can-avid
- Dolores
- General MacArthur
- Giporlos
- Guiuan
- Hernani
- Jipapad
- Lawaan
- Llorente
- Maslog
- Maydolong
- Mercedes
- Oras
- Quinapondan
- Salcedo
- San Julian
- San Policarpo
- Sulat
- Taft

Cidade
- Borongan